# Heinrich Bellegarde
(Carlo Cattaneo, Dell’insurrezione di Milano nel 1848 e della successiva guerra. Memorie, Lugano, febbraio 1849)
Heinrich Joseph Johannes Bellegarde (Dresda, 29 agosto 1756 – Vienna, 22 luglio 1845) è stato un generale e politico austriaco.
Nato a Dresda, in Sassonia, discendente di una nobile famiglia di origine savoiarda, si distinse particolarmente nelle guerre rivoluzionarie francesi e nelle guerre napoleoniche, rivestendo frequentemente compiti di comando. La sua esperienza e competenza in materia bellica erano tali che fu nominato feldmaresciallo da Francesco II e divenne poi presidente del Consiglio aulico di Vienna.
Conclusosi il periodo bellico di inizio Ottocento, divenne governatore del Regno Lombardo-Veneto durante il periodo della Restaurazione. La sua figura è uno degli emblemi della dominazione austriaca dell'Italia settentrionale.

## Biografia

### Gli inizi e l'ingresso alla carriera militare
Era il figlio di Johann Franz von Bellegarde e di Maria Antonia Gräfin von Hartig. Discendente di una delle più antiche famiglie della nobiltà savoiarda, nacque nel 1756 a Dresda, capitale del Regno di Sassonia. Il padre fu generale e ministro della Guerra del Principato Elettorale di Sassonia sotto i due principi Saverio e Carlo ed Heinrich seguì le sue orme, scegliendo la carriera militare.
Per qualche tempo, fece parte dell'esercito sassone, diventando tenente del reggimento di fanteria Bork ed in seguito del reggimento dell'Elettrice. Entrato nel 1772 al servizio degli Asburgo d'Austria con il grado di tenente nel reggimento di dragoni Zweibruck. Nominato capitano nel 1779, promosso a maggiore del reggimento di dragoni di Savoia nel 1781 dall'imperatore Giuseppe ed infine divenuto colonnello e comandante del reggimento di dragoni Berlichingen nel 1785, prese parte e si distinse nella guerra austro-turca, partecipando allo scontro di Beschanie il 9 settembre 1788.

### Le guerre rivoluzionarie francesi
Promosso a general maggiore verso la fine del 1792, durante il corso della guerra contro la Francia fu impiegato sul fronte tedesco, dove diede lampante prova delle sue abilità in numerose occasioni. Inizialmente fu assegnato all'armata del principe di Sassonia-Coburgo-Saalfeld, prendendo parte alla campagna delle Fiandre. Per il valore dimostrato sul campo nel 1793 ricevette il titolo di Cavaliere dell'Ordine militare di Maria Teresa. Dopo aver preso parte alle battaglie di Le Cateau, Tourcoing e Tournai, venne notato dall'arciduca Carlo, che lo prese sotto la sua ala e lo fece trasferire tra i suoi ufficiali. Al seguito del fratello dell'imperatore, prese parte a tutte le restanti principali battaglie sul fronte tedesco, come ad esempio Amberg, Wurzburg e Emmendingen. Nel 1797 accompagnò l'arciduca nella campagna d'Italia contro un giovane Napoleone Bonaparte. Nell'aprile 1797, con Merveldt, siglò l'armistizio di Judenburg, seguito dall'armistizio di Leoben, i cui accordi furono riconfermati nel successivo trattato di Campoformio.

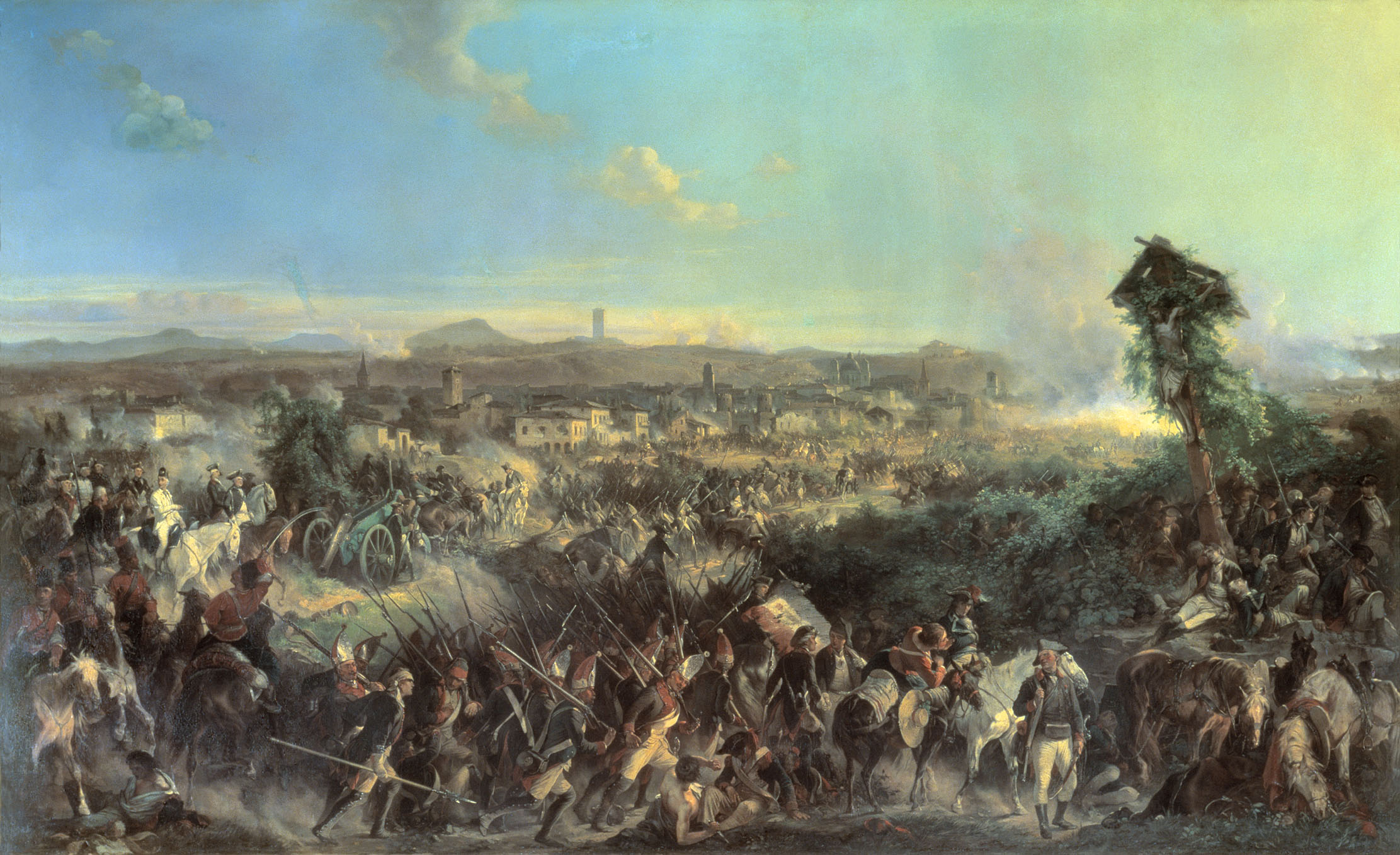
Battaglia di Novi

Nel 1799, gli fu affidato il comando del corpo di armata in Svizzera orientale, precisamente nel canton Grigioni, incaricato di mantenere le comunicazioni fra l'esercito russo di Suvorov e quello austriaco dell'arciduca Carlo. Durante la sua permanenza in Svizzera, ebbe l'occasione di scontrarsi contro le forze di Lecourbe più volte, come a Tauffers il 25 marzo o a Remus il 4 aprile. Richiamato dal feldmaresciallo russo, raggiunse l'Italia. Venne prima incaricato di bloccare Alessandria e poi di fare lo stesso anche a Tortona. Quando Suvorov partì per intercettare l'Armata di Napoli di Macdonald presso la Trebbia, fu assegnato alla difesa dei blocchi di Alessandria e Tortona. Il 20 giugno 1799 venne sconfitto dal generale Moreau nei pressi di Marengo e costretto a ritirarsi oltre la Bormida. Allontanatosi l'esercito francese, fu incaricato di assediare Alessandria, cosa che fece con successo tra giugno e luglio dello stesso anno. Prese parte alla decisiva vittoria di Novi contro i francesi di Joubert. Un mese dopo la vittoria austro-russa a Novi, Bellegarde venne richiamato a Vienna, dove svolse il ruolo di consigliere per il Ministro degli Esteri Thugut. Dopo la convenzione di Alessandria, a Bellegarde venne affidato il comando supremo in Italia, al posto di Melas. Promosso a General der Kavallerie a settembre, debuttò da comandante delle forze imperiali il 25 dicembre 1800, subendo una sconfitta a Pozzolo ad opera di Brune e dovendo ripiegare dietro l'Adige. Il 16 gennaio 1801 fu costretto a concludere l'armistizio di Treviso, presto seguito dalla pace di Lunéville, che riconfermò gli accordi di Campoformio.
Nell'opinione della corte, comunque, non dovette risentire della sfortunata campagna, che lo considerava "non un dei più fortunati, ma dei più abili generali d'Austria". Al termine della guerra, Bellegarde fu chiamato a far parte del Consiglio Aulico di guerra, che presiedette ad interim nel 1805 quando l'arciduca Carlo lasciò per assumere il comando in Italia. La sua competenza militare era notevole ma spesso in contrasto con la visione reazionaria del consiglio di guerra austriaco: già nel 1798 aveva suggerito di adottare lo stesso modello in corpi d'armata implementato dai francesi, trovandosi di fronte un netto rifiuto.

### Le guerre del 1805 e 1809
Dopo essere rimasto in Italia come governatore generale, in seguito della nuova entrata in guerra contro i francesi, Bellegarde fu posto sotto il comando dell'arciduca Carlo in Italia, dove diresse il centro dello schieramento austriaco nella battaglia di Caldiero. Partecipò poi alla ritirata dell'armata imperiale verso l'Ungheria. Rientrato a Vienna, nel 1806 venne decorato con la croce di Commendatore dell'Ordine militare di Maria Teresa e nominato governatore civile e militare della Galizia. Nel 1808 venne iniziato all'Ordine Imperiale di Leopoldo con il titolo di Cavaliere di Gran Croce. 

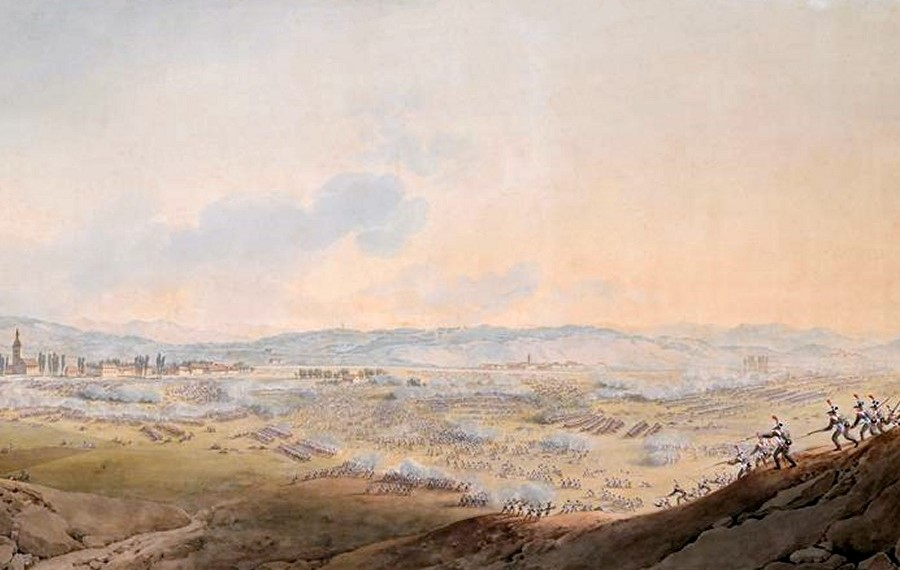
Battaglia di Eckmuhl

Approfittando dell'assenza di Napoleone, impegnato nella sottomissione della Spagna, le forze imperiali austriache, comandate dall'arciduca Carlo, attaccarono le posizioni francesi in Baviera, dando inizio ad un nuovo conflitto. Bellegarde fu impiegato su questo fronte, servendo per l'ennesima volta al fianco dell'arciduca. A lui furono assegnati il I ed il II Armeecorps, entrambi operanti sulla riva sinistra del Danubio. All'arrivo di Napoleone in Germania, francesi e austriaci si affrontarono nella battaglia di Eckmuhl, dove gli asburgici ebbero la peggio. Bellegarde si scontrò con Davout nei pressi di Ratisbona, venendo sconfitto e ritirandosi verso la Boemia con il resto dell'armata. Poco tempo dopo, l'esercito austriaco si scontrò nuovamente con i francesi, prima nella vittoria di Aspern-Essling, poi nella sconfitta di Wagram ed infine nella battaglia di Znaim, interrotta dalla notizia dell'armistizio. Bellegarde prese parte a tutte queste battaglie, dimostrando nuovamente abilità di comando, prudenza e un incredibile coraggio.
Dopo la pace di Schönbrunn e sino al 1813, Bellegarde, promosso al grado di feldmaresciallo, fu di nuovo nominato governatore della Galizia. Nel 1810 venne chiamato a presiedere il Consiglio aulico per la seconda volta. Nel 1812 Bellegarde fu incluso in una commissione segreta il cui compito era di riorganizzare l'esercito in previsione di un nuovo conflitto con la Francia. Il lavoro svolto dal maresciallo fu così egregio che lo stesso imperatore ne tessé le lodi.

### La guerra della Sesta coalizione

Eugenio di Beauharnais

Nell'agosto 1813, dopo il fallimento delle negoziazioni con i francesi, l'Austria entrò in guerra al fianco della Coalizione. Si aprì quindi un nuovo fronte lungo il confine tra il Regno d'Italia, le Province Illiriche e lo stesso Impero austriaco. Dopo una fase iniziale in cui il comando delle armate asburgiche fu affidato al generale Hiller, il prolungato momento di stallo che attanagliava il fronte e la scarsità di progressi portarono alla decisione di sostituire Hiller. A prendere il suo posto fu proprio Bellegarde, che, dopo aver organizzato splendidamente la mobilitazione dell'esercito austriaco, si dimise dall'incarico di presidente del Consiglio aulico per poter ottenere il comando sul campo.
Giunto a Vicenza verso la metà di dicembre del 1813, il compito del maresciallo austriaco si dimostrò subito essere molto arduo: i francesi erano riusciti a fortificare bene il fiume Adige, rendendo un attacco molto complicato e dispendioso. A sbloccare la situazione fu l'ingresso in guerra del Regno di Napoli al fianco delle potenze della Coalizione: dopo mesi di trattative, gli austriaci erano riusciti a convincere il maresciallo Murat a voltare le spalle a Napoleone e ad unirsi allo sforzo bellico contro l'esercito di Eugenio in Italia. Vedendo un fronte aprirsi anche a sud, Eugenio fu costretto a ritirarsi su una linea più breve, quella del Mincio, che gli avrebbe permesso di controllare meglio il Po e prevenire un'invasione da parte dei napoletani. Nei primi giorni di febbraio, le forze di Bellegarde superarono l'Adige, entrando nel territorio appena evacuato dai franco-italiani. Il 5 febbraio, dopo essere entrato nella fortezza di Verona il giorno precedente, Bellegarde fece pubblicare un proclama, in cui affermava che l'ora della liberazione dell'Italia dall tirannia francese era giunta e che presto gli italiani sarebbero stati indipendenti.
Sia Eugenio sia Bellegarde intendevano effettuare una mossa contro il nemico, il francese per guadagnare tempo, l'austriaco per costringere i napoleonici a retrocedere ancora. L'8 febbraio, entrambi all'oscuro delle intenzioni del nemico, attraversarono il Mincio in due punti diversi del fiume, cercando di sfondare le linee difensive avversarie. Il primo ad accorgersi di quanto stesse accadendo fu Eugenio che, giunto sulla sponda orientale del fiume, si rese conto che la propria ala sinistra era sotto attacco nei pressi di Monzambano. Il viceré decise di cambiare il proprio obiettivo da Villafranca a Pozzolo e provò a tagliare le vie di ritirata degli austriaci, cercando di intrappolarli mentre i suoi uomini resistevano ai loro incessanti attacchi. Fu l'eroica resistenza del generale Merville, frappostosi tra i francesi e le retrovie delle forze imperiali, a permettere agli uomini di Bellegarde di ritirarsi ed evitare una completa disfatta.

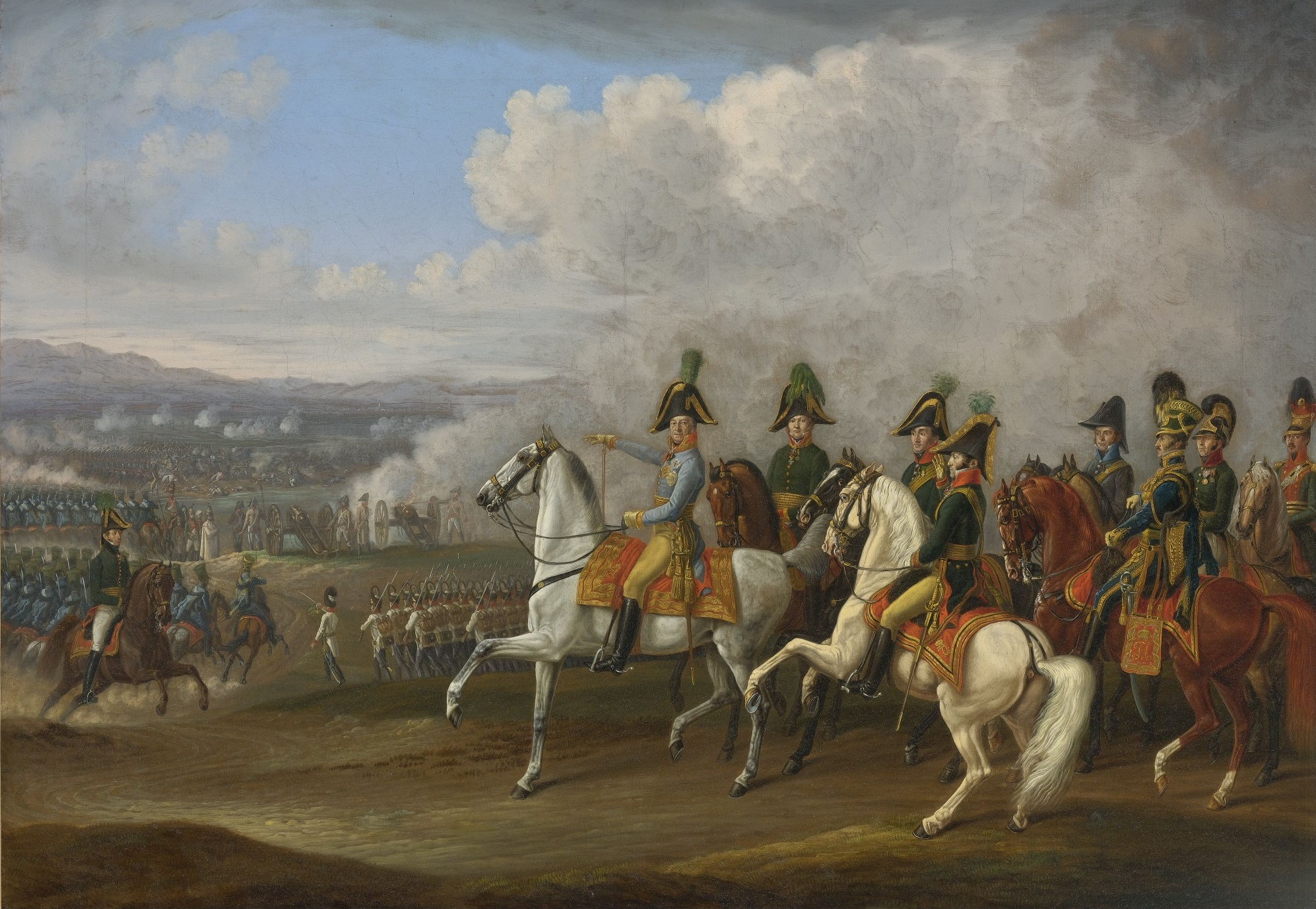
Bellegarde ed i suoi ufficiali alla battaglia del Mincio

Dopo il fallimento dell'operazione sul Mincio, l'esercito di Bellegarde tentarono qualche sortita per attraversare il fiume nella prima metà di febbraio, ma nulla di più. In parte bloccati dalle malattie e dalle diserzioni, in parte dall'oggettiva difficoltà riscontrata nel fronteggiare le difese franco-italiane, gli uomini di Bellegarde non si impegnarono più in alcun'azione degna di nota per i due mesi successivi, rimanendo ad osservare il fiume. In questo periodo, tuttavia, il compito di Bellegarde assunse una sfumatura molto più diplomatica che militare: gli altri comandanti delle forze coalizzate presenti in Italia, il generale inglese Bentinck ed il maresciallo Murat, dimostrarono di non poter lavorare assieme senza una sua mediazione. Murat voleva costantemente delle rassicurazioni sul suo regno e Bentinck osteggiava ogni mossa del francese, palesando la sua ostilità ad ogni occasione utile. Bellegarde fu più volte costretto ad intervenire, rassicurando il primo e placando le ire e le pretese del secondo.

### La Restaurazione

#### La fine dei napoleonici in Italia
La notizia del trattato di Fontainebleau arrivò in Italia dopo pochi giorni ed Eugenio comprese che proseguire la lotta era inutile. Il 16 aprile, il viceré ed il maresciallo austriaco giunsero ad un accordo, firmando la Convenzione di Schiarino-Rizzino: si giungeva ad un armistizio, dove entrambe le parti mantenevano il territorio sotto il loro controllo, i francesi si ritiravano e agli italiani veniva garantita la possibilità di venire a dialogo con le potenze vincitrici a Parigi. Nella speranza di poter mantenere in vita il Regno d'Italia, Eugenio ed il Gran Cancelliere Melzi d'Eril convocarono il Senato in una seduta straordinaria, sperando in una generale adesione al progetto da parte dei senatori del regno. Ciò non avvenne: il 17 aprile la proposta venne approvata solo dopo aver concesso sostanziali modifiche ed il 20 aprile una sollevazione popolare portò allo scioglimento del Senato stesso, alla convocazione dei Collegi elettorali, alla formazione della Reggenza provvisoria sotto Carlo Verri ed infine al linciaggio del ministro Giuseppe Prina. Eugenio, venuto a conoscenza dei fatti di Milano il giorno seguente e compreso di non avere più alcuna possibilità di diventare Re d'Italia, il 23 aprile firmò una nuova convenzione a Mantova, dove concedeva agli austriaci il diritto di occupare militarmente ciò che restava del regno. Solo tre giorni dopo, per ordine diretto di Bellegarde, il generale Sommariva entrò a Milano con le truppe austriache, avviando l'effettiva occupazione asburgica della Lombardia. Il 28 fu il turno del generale Neipperg e solo l'8 maggio fu Bellegarde stesso ad entrare nel capoluogo lombardo.

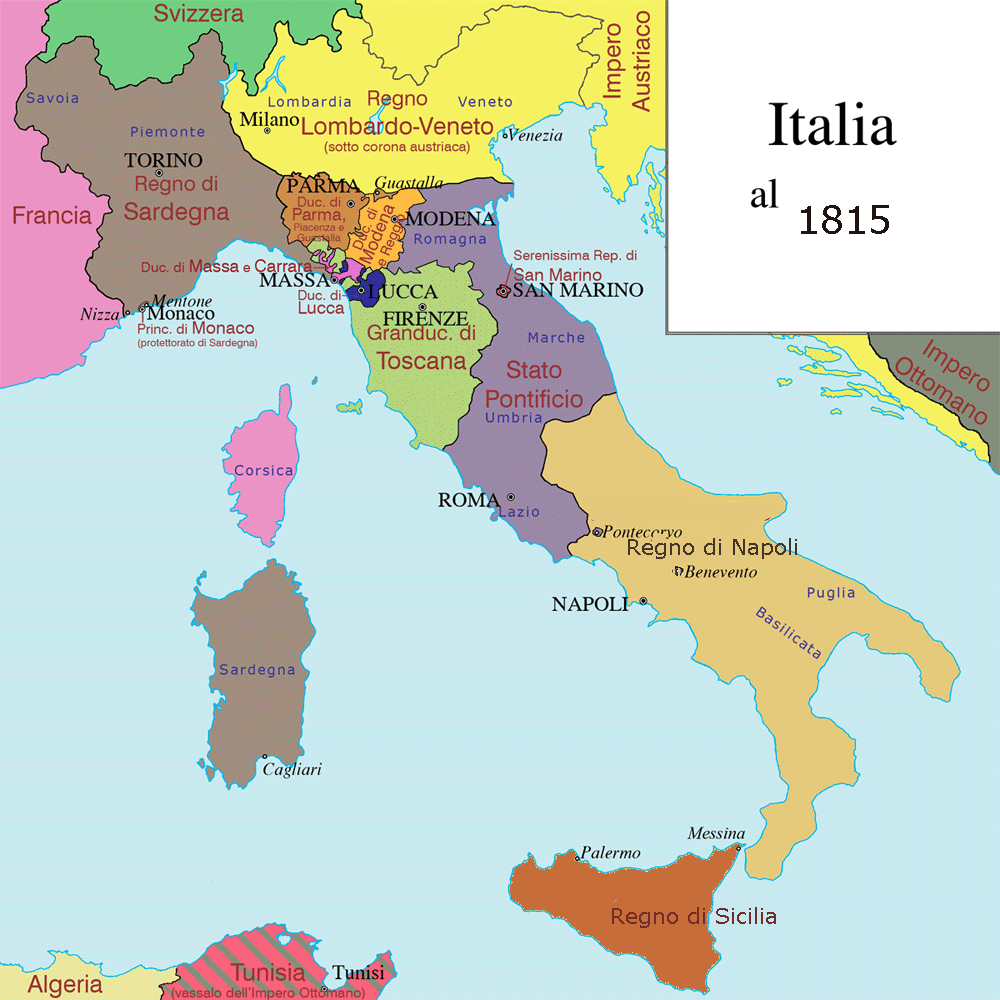
L'Italia come disegnata dal Congresso di Vienna

Giunto nella capitale lombarda, inizialmente Bellegarde consentì alla coesistenza tra la Reggenza provvisoria e le entità statali austriache, che lentamente avrebbero preso il posto di quelle italiane, pur garantendosi il diretto controllo dell'apparato di polizia. Le cose, tuttavia, non erano destinate a permanere in questo stato di transizione, come testimoniato dal rifiuto di ricevere i senatori lombardi se non come singoli privati cittadini. Il 25 maggio comparvero i primi avvisi imperiali che stabilirono l'autorità di Bellegarde come commissario plenipotenziario per la Lombardia, ancora non integrata agli apparati imperiali come il Veneto. Avvisaglie di questo cambiamento erano già giunte nei giorni precedenti tramite delle lettere del conte Confalonieri, a colloquio con le potenze alleate a Parigi, dove il destino del Regno d'Italia era sostanzialmente già stato deciso. Il 26 maggio, Bellegarde provvide a rimuovere le ultime vestigie di ciò che restava del governo dell'ormai decaduto stato napoleonico: sciolse i Collegi elettorali, l'ultima istituzione parlamentare e liberale rimasta, e prese per sé il titolo di presidente della Reggenza, scalzando Carlo Verri da quella posizione. Nel giro di un paio di settimane, un nuovo proclama stabilì ufficialmente il controllo delle provincie lombarde da parte dell'Impero austriaco, la cessazione delle attività della Reggenza provvisoria e la nomina di governatore allo stesso Bellegarde, che avrebbe quindi proseguito nell'amministrazione sia militare che civile della neonata "provincia" imperiale.
Dopo quasi un anno di relativa tranquillità, Bellegarde si ritrovò improvvisamente minacciato dalle armate napoletane di Murat che stavano rapidamente risalendo la penisola. Il maresciallo francese, scontentato dall'opinione generale del congresso di Vienna, si era fatto paladino della causa indipendentista italiana ed era entrato in guerra con l'Austria. Tutto ciò, in realtà, nascondeva la sua reale intenzione di rimanere il Re di Napoli. Le truppe austriache nell'Italia centrale non erano sufficienti ad ostacolarlo e si ritirarono verso nord. Quando giunse in Emilia-Romagna, il 30 marzo 1815, Murat emise un proclama a Rimini, chiedendo la partecipazione collettiva dell'Italia nella lotta per l'indipendenza. Pochi giorni dopo rispose Bellegarde con un altro proclama di carattere opposto e preparando le difese della Lombardia. Le forze dei generali Bianchi e Neipperg ben presto si dimostrarono superiori e cacciarono i napoletani verso il Meridione: Murat, clamorosamente sconfitto abbandonò il proprio regno, sperando di riunirsi a Bonaparte.

#### Il governo del Lombardo-Veneto

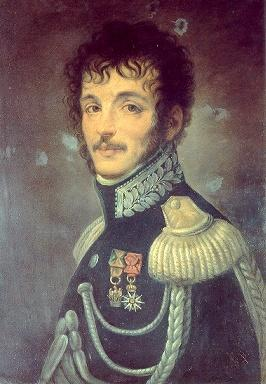
Il generale Teodoro Lechi

Il 5 aprile 1815 Bellegarde venne nominato Governatore generale del Lombardo-Veneto, in attesa della scelta di un viceré appropriato. Le misure da lui adottate furono molte e piuttosto variegate, sebbene tutte accomunate dallo stesso filo conduttore: eliminare ogni legame tra l'attuale stato dell'Italia settentrionale ed il suo predecessore. Furono presto vietate le associazioni segrete (in realtà già formalmente sciolte dai napoleonici nel 1813), fu impedito l'uso di coccarde promosse dalla Reggenza. Tutte le concessioni e le istituzioni di tipo liberale che avevano caratterizzato la vita politica del Regno d'Italia furono rapidamente soppresse o cancellate. Tutti i privilegi di tipo feudale garantiti a clero e nobiltà, ripristinata completamente dopo l'abolizione del periodo repubblicano, furono nuovamente concessi: si faceva ritorno al modello assolutistico che aveva caratterizzato il secolo precedente e che ancora governava sull'Impero austriaco. Assecondando le direttive dell'imperatore Francesco, il maresciallo anche cercò di eliminare dalle istituzioni statali tutti i personaggi che dimostravano la loro disapprovazione nei confronti del governo austriaco o che avevano preso parte al governo del regno italiano. Evitò licenziamenti di massa, opponendosi in più di un'occasione a questa pratica già diffusa tra gli altri stati coinvolti nella Restaurazione, sostenendo che tale misura servisse solo a mandare numerose famiglie sul lastrico. Si limitò ad agire contro i più fanatici, che fece allontanare o ai quali tentò di rallentare l'avanzamento in carriera.

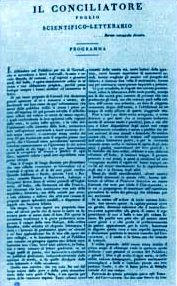
Il Conciliatore, giornale pubblicato nel periodo della Restaurazione e soppresso dal governo austriaco

Tra le varie misure prese da Bellegarde per tagliare i ponti con il passato, una in particolare andò a colpire l'esercito del decaduto regno napoleonico: era stato infatti vietato ai veterani italiani di poter tenere alcun simbolo che ricordasse l'appartenenza al Regno d'Italia. L'esercito, fortemente attaccato al proprio passato sotto il comando di Eugenio, decise di bruciare le proprie insegne piuttosto che consegnarle agli austriaci. Le uniche due aquile sopravvissute furono nascoste dal generale Lechi e consegnata alla famiglia Savoia solo nel 1848, in occasione della prima guerra d'indipendenza. Comunque, l'ostilità delle alte sfere dell'esercito nei confronti dei nuovi dominatori del Lombardo-Veneto era notevole e i maggiori esponenti delle forze armate italiane erano coinvolti in un piano per rovesciare il governo di Bellegarde ed ottenere l'indipendenza tanto agognata. L'esecuzione del piano, tuttavia, andò in fumo a causa delle eccessive esitazioni dei generali coinvolti e la polizia austriaca, da sempre stata al corrente delle trame dei cospiratori, non esitò ad arrestare tutti i principali artefici del tentato colpo di Stato, tra cui l'avvocato Lattuada, il generale Lechi e il generale Fontanelli. I cospiratori furono scoperti il 3 dicembre 1814 e vennero per la maggior parte arrestati e sottoposti a processo: molti finirono nel carcere dello Spielberg, alcuni condannati a morte. Il fallimento della congiura dell'esercito scoraggiò altri a tentare imprese simili, sebbene non bloccò la proliferazione delle società segrete, in particolare la Carboneria.

Comunque, il governo di Bellegarde si contraddistinse per la mitezza del controllo poliziesco. Da un lato, il temperamento mite del maresciallo austriaco lo portava a credere che la transizione in atto dovesse essere fluida e morbida, limitando quindi l'intervento delle forze di polizia al minimo indispensabile; dall'altro la miseria dovuta alla carestia e il generale clima di tensione causato dalla guerra con le forze di Murat e dal ritorno di Bonaparte in Francia lo spinsero ad evitare di alienarsi la folla e ad intervenire in modo violento. Durante questo periodo, ossia la primavera del 1815, i fenomeni di brigantaggio e criminalità furono particolarmente elevati. Ad ogni modo, fece instaurare una fitta rete di agenti segreti che avrebbero dovuto segnalare e tenere nota dei nomi dei simpatizzanti francesi o murattiani, segnalandoli a lui personalmente in caso questi si fossero scoperti essere impiegati statali.

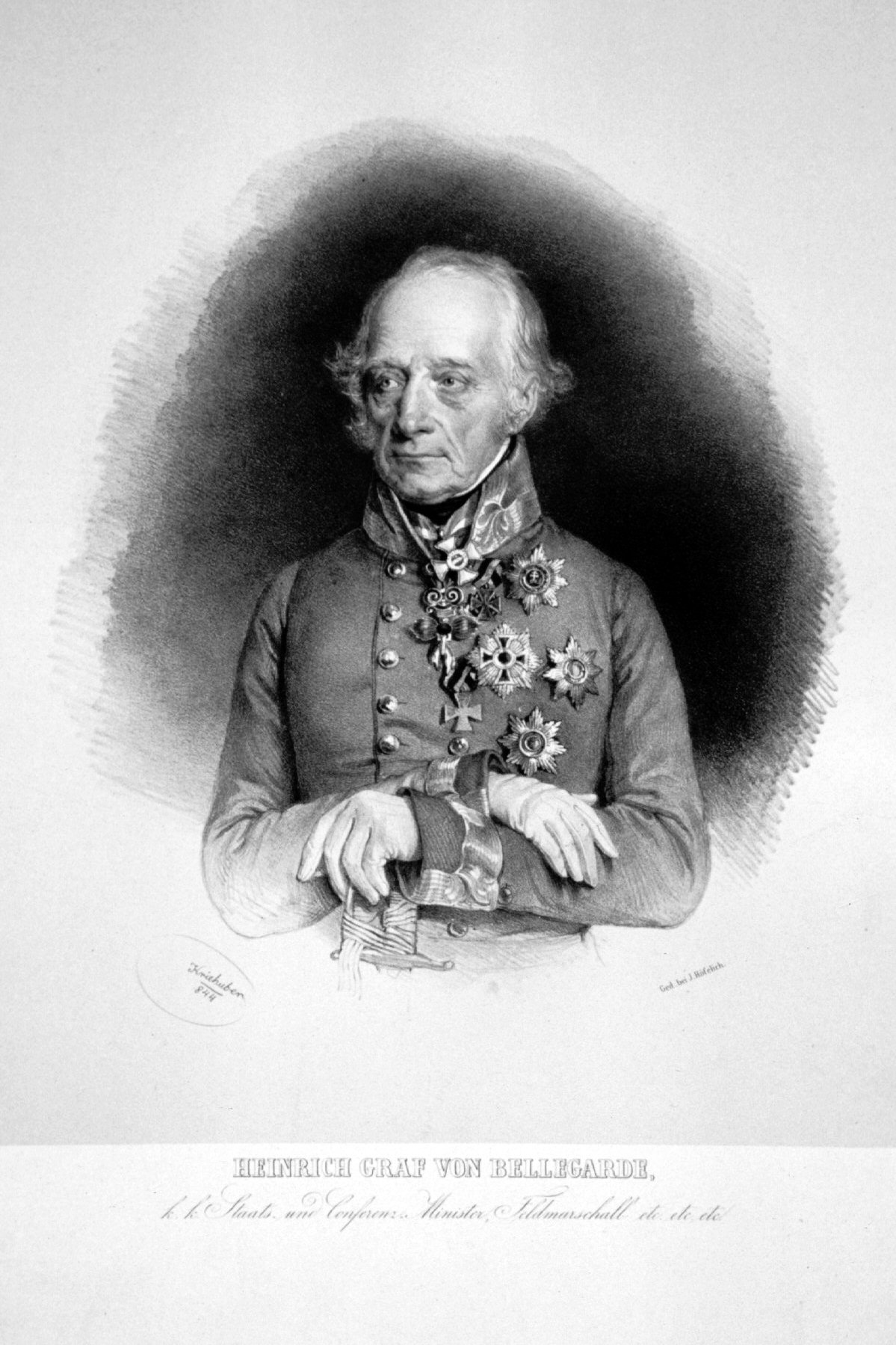
Il Feldmaresciallo Bellegarde in una litografia di Josef Kriehuber del 1844, un anno prima della sua morte

Ultimo pilastro dell'amministrazione di Bellegarde fu quello della gestione della politica culturale: gli austriaci erano ben consapevoli che Milano era divenuta con il passare del tempo la capitale culturale dell'Italia e la presenza di numerose figure di spicco nel panorama letterario della penisola (tra cui Foscolo, Monti e Manzoni) e forse dell'intera Europa (Stendhal soggiornò regolarmente a Milano tra il 1813 ed il 1821), rendevano la vecchia capitale del Regno d'Italia una fucina di idee potenzialmente pericolose per l'autoritario governo austriaco. Bellegarde, uomo assai perspicace, decise di agire con astuzia: da un lato, promosse giornali, opere e manifestazioni filoaustriache, dall'altro censurò e tentò di stroncare ogni possibile forma di pubblicità negativa per il suo governo e per la casata degli Asburgo in generale. Quindi, fece fondare un giornale, pubblicamente sostenuto dal governo, e tramite questo fece diffondere la propria propaganda. Foscolo stesso, al quale era stato proposto di dirigere questo giornale, chiamato poi Biblioteca Italiana, si diede all'esilio dopo aver saputo che per poter prendere parte all'iniziativa avrebbe dovuto giurare fedeltà all'Austria. Curiosamente, da una scissione della Biblioteca Italiana, nacque qualche anno dopo Il Conciliatore, giornale di stampo chiaramente anti-austriaco, che fu presto vittima della politica di repressione e censura instaurata nel Lombardo-Veneto. Molte altre opere ed autori del periodo ebbero numerosi problemi: Tommaso Grossi scontò due giorni di carcere nel 1817 a causa della sua operetta satirica Prineide, dedicata alla tragica fine di Prina, dopo averla fatta esordire a due anni dal 20 aprile 1814; Manzoni vide respinto dalla censura il suo celeberrimo poema Il 5 maggio, poi diffusosi clandestinamente, e pubblicò solo nel 1848 l'opera Il Proclama di Rimini, ispirato al proclama di Murat del 1815.

### Ultimi anni
Nel 1816 venne nominato il suo sostituto, il conte di Saurau, già governatore di Milano, e finalmente venne trovato un candidato al posto di viceré, l'arciduca Antonio.
Terminato il proprio incarico a Milano, Bellegarde si spostò a Parigi, dove si ritirò brevemente a vita privata. In seguito alla prematura morte di Schwarzenberg, venne richiamato alla guida del Consiglio aulico, che presiedette sino al 1825, anno in cui fu licenziato, seppur coperto di onori dal suo monarca. Infatti, la sua vista stava rapidamente peggiorando e non era in grado di assolvere ai propri compiti. Si ritirò definitivamente dalla vita militare, stabilendosi a Vienna, dove morì nel 1844.